# Downwinders
Los downwinders fueron individuos y comunidades, en Estados Unidos, en el oeste intermontañoso entre las cordilleras de las Cascadas y las Montañas Rocosas, principalmente en Arizona, Nevada, Nuevo México y Utah, pero también en Oregón, Washington e Idaho, que estaban expuestos a contaminación o lluvia radiactiva procedente de pruebas de armas nucleares atmosféricas o subterráneas y de accidentes nucleares.
En términos más generales, el término también puede incluir a aquellas comunidades y personas expuestas a radiaciones ionizantes y otras emisiones debidas a la producción y el mantenimiento habituales de cenizas de carbón, armas nucleares, energía nuclear, residuos nucleares y energía geotérmica.En las regiones cercanas a los emplazamientos nucleares estadounidenses, los downwinders pueden estar expuestos a vertidos de materiales radiactivos al medio ambiente que contaminan sus sistemas de aguas subterráneas, las cadenas alimentarias y el aire que respiran. Algunos afectados pueden haber sufrido una exposición aguda debido a su participación en la minería del uranio y la experimentación nuclear.
Se han observado varios efectos adversos graves para la salud, como un aumento de la incidencia de cánceres, enfermedades tiroideas, neoplasias del SNC y, posiblemente, cánceres reproductivos femeninos que podrían provocar malformaciones congénitas en las comunidades de downwinders de Hanford, Washington, expuestas a la lluvia radiactiva y la contaminación radiactiva. El impacto de la contaminación nuclear en un individuo se calcula generalmente como el resultado de la dosis de radiación recibida y la duración de la exposición, utilizando el modelo lineal sin umbral (LNT en inglés). El sexo, la edad, la raza, la cultura, la ocupación, la clase social, la ubicación y la exposición simultánea a toxinas ambientales adicionales son también factores significativos, pero a menudo pasados por alto, que contribuyen a los efectos sobre la salud de una determinada comunidad downwind.